# Wladimir Brunet de Presle
 (février 2022).
Pour les articles homonymes, voir Brunet et Presle.
Charles Marie Wladimir Brunet de Presle, né Brunet le 10 novembre 1809 à Paris et mort le 12 septembre 1875 à Parouzeau dans le département de Seine-et-Marne, est un helléniste, byzantiniste et historien français qui est aussi papyrologue, traducteur en grec moderne et académicien.

## Biographie
Il est le fils d'un diplomate. C'est son précepteur Jules Berger de Xivrey (1801-1863), de huit ans plus âgé que lui, qui lui transmet la passion du grec à partir de 1821. Il l'emmène aux séances académiques de Boissonade et Hase. Les deux jeunes gens entrent en contact avec Dehèque et plus tard avec Egger qui fera une carrière brillante. À cette époque, son père reçoit chez lui des émigrés grecs, alors que la Grèce lutte pour secouer le joug ottoman; parmi eux, il y a Georges Théocharopoulos qui initie l'adolescent au grec moderne et lui fait embrasser la cause du philhellénisme. Wladimir Brunet étudie donc la philologie classique et la langue grecque moderne. Il publie à dix-huit ans en 1828 les Maximes du duc de La Rochefoucauld traduites par lui en grec moderne et corrigées par Théocharopoulos.
En 1842, il écrit Recherches sur les établissements des Grecs en Sicile (Paris, 1845), pour lequel il reçoit le prix de l'Académie des Inscriptions et Belles-Lettres et en 1846 L’examen critique de la succession des dynasties égyptiennes (Paris, 1850) qui obtient un grand écho.
Après la mort de Letronne (1787-1848), Brunet de Presle continue son œuvre en publiant les papyrus grecs du musée du Louvre en provenance d'Égypte. Avec l'aide de son ami de longue date Egger, il en termine l'étude qu'il publie dans Les papyrus grecs du musée du Louvre et de la bibliothèque impériale avec un atlas détaillé de 52 fac-similés (Paris, 1865).
Il est aussi l'auteur d'une monographie sur le Sérapéum de Memphis, présentées à l’Académie des Inscriptions et Belles-Lettres de l’Institut de France dont il était membre depuis 1852. Son ouvrage historique sur Michel Attaleiatès est accueilli avec attention en Allemagne où les études classiques, et grecques en particulier, sont en pointe en Europe. Il enseignait le grec à l'École des langues orientales vivantes. Il meurt en 1875 à Parouzeau en Seine-et-Marne.

## Publications
- Γνώμαι και σκέψεις ηθικαί του δουκός του Λα-Ροσφουκώ (Maximes et réflexions morales du duc de La Rochefoucauld. Traduites en grec moderne par Wladimir Brunet, revues et corrigées par Georges Théocharopoulos de Patras, avec une traduction anglaise en regard. F. Didot, Paris, 1828. [lire en ligne]
- Recherches sur les établissements des Grecs en Sicile. Imprimerie royale, Paris, 1845.
- L’Examen critique de la succession des dynasties égyptiennes. Didot, Klincksieck, Paris, 1850.
- Mémoire sur le Sérapéum de Memphis, in Mémoires présentés par divers savants à l’Académie des Inscriptions et Belles-Lettres de l’Institut de France, sér. 1, t. II, 1852, p. 552–576.
- Michel Attaleiatès Historia. Opus a Wladimiro Bruneto de Presle, Instituti Gallici socio, inventum, descriptum, correctum recognovit Immanuel Bekker. Bonn, 1853 (Corpus Scriptorum Historiae Byzantinae), (online)
- Extrait d'une notice sur les tombeaux des empereurs de Constantinople lu dans la séance publique annuelle du 8 août 1856. Impr. de F. Didot frères, fils et Cie, Paris, 1856.
- La Grèce depuis la conquête romaine jusqu'à nos jours. F. Didot frères, Paris, 1860. [lire en ligne]
- Wladimir Brunet de Presle et Émile Egger: Les Papyrus grecs du musée du Louvre et de la bibliothèque impériale. Paris, 1865.